# (34317) 2000 QH191
2000 QH191 (asteroide 34317) é um asteroide da cintura principal. Possui uma excentricidade de 0.13971770 e uma inclinação de 9.20376º.
Este asteroide foi descoberto no dia 26 de agosto de 2000 por LINEAR em Socorro.